# Omphacodes divergens
Omphacodes divergens är en fjärilsart som beskrevs av W. Warren 1899. Omphacodes divergens ingår i släktet Omphacodes och familjen mätare. Inga underarter finns listade i Catalogue of Life.